# Koprivno (Chorwacja)
Koprivno – wieś w Chorwacji, w żupanii splicko-dalmatyńskiej, w gminie Dugopolje. W 2011 roku liczyła 272 mieszkańców.